# Vékey Antal
Vékey Antal (névváltozatok: Vékey Antal; Vékey Anton; angolul: Anthony Vekey; Wékey) (Tokaj, 1831 vagy 1832 – Winchester, Virginia, 1864. szeptember 19.) magyar ügyvéd, magyar és amerikai szabadságharcos. Hősi halált halt.

## Életútja
Wékey Antal jogot végzett, ügyvéd volt, a magyar szabadságharcban főhadnagyi rangban harcolt. A világosi fegyverletétel után ő is emigrálni kényszerült. 1850 körül érkezett Amerikába.
Az amerikai polgárháború kezdetén belépett a New York-i Garibaldi Guard-ba (=Garibaldi Gárda). A polgárháború elején a garibaldisták első ezredese Utassy Frigyes György, Vékey Antal őrnagy lett. Elsőnek a Garibaldi Gárda szenvedett legnagyobb vérveszteséget, így hamarosan beolvadt a 39. New York-i önkéntes gyalogezredbe. Számos német, olasz, francia, spanyol és magyar ember harcolt a gyalogezredben, Kende Géza a magyarok közül Utassy Frigyes György és Vékey Antal mellett a következőket említi: Sándory Viktor, Takács Ferenc, Utassy Antal kapitányok; Tenner Lajos, Utassy Károly, Szerdahelyi Ede hadnagyok. Sok nehéz csatát vívtak /Bull Run, (Virginia), Cross Keys, (Virginia), Gettysburg (Pennsylvania)/ főleg Virginia állam területén. A harmadik winchesteri csatában (Virginia) 1864 szeptember 19-én Vékey Antal hősi halált halt. A washingtoni arlingtoni nemzeti temetőben helyezték örök nyugalomra. (Vida István Kornél legújabb kutatásai szerint Vékey Antal 1862 tavaszán Washington védelmét biztosította ezredével együtt, amikor súlyosan megbetegedett. 1862 április 28-án a virginiai Winchesterben halt meg, s a helyi temetőben helyezték örök nyugalomra.)